# SN 2004ax
SN 2004ax – supernowa typu Ib/c odkryta 21 marca 2004 roku w galaktyce NGC 5939. W momencie odkrycia miała maksymalną jasność 17,70m.